# Solo (Marvel Comics)
Solo (James Bourne) es un personaje que aparece en los cómics estadounidenses publicados por Marvel Comics.

## Historial de publicaciones
Solo apareció por primera vez en Web of Spider-Man # 19 (octubre de 1986). Fue creado por el escritor David Michelinie y el artista Marc Silvestri.
Solo ha tenido su propia serie limitada homónima de 4 números en 1994, protagonizada por Spider-Man.
Después de aparecer en Deadpool and the Mercs for Money, recibió una segunda serie limitada de 5 números en 2016.

## Biografía ficticia
Nacido en los EE. UU. pero habiendo renunciado a su ciudadanía de cualquier país, Solo trabaja como operativo antiterrorista y hace apariciones limitadas en el universo de Marvel Comics. Es conocido por su eslogan, "¡Mientras Solo vive, el terror muere!".
En su primera aparición, Solo se teletransportó al interior de una embajada extranjera en Alemania Occidental y mató a todos los terroristas dentro. Luego frustró el plan de ULTIMATUM para destruir el Arco de Triunfo en París. También disparó a los terroristas de ULTIMATUM que intentaban destruir la isla de Ellis, y luego unió fuerzas con Spider-Man para capturar al oficial al mando de ULTIMATUM. Fuera de Barcelona, España, Solo asesinó a Toro Mendoza, líder de los separatistas de Cascan.
Cuando los Seis Siniestros se reforman y derrotan tanto a Spider-Man como a Hulk, Solo ayuda al lanzaredes en su segunda pelea contra el equipo de súper villanos. Las cosas empeoran cuando Mysterio usa una ilusión para hacer que Solo crea que está atacando a los Seis, cuando en realidad está atacando a Spider-Man mientras los Seis escapan. Solo escapa y Spider-Man es rescatado por Cyborg X y Deathlok. Poco después, Solo se reúne con Spider-Man para ayudarlo en un asalto final a los Seis con la ayuda de Hulk, Ghost Rider, Sonámbulo, Nova, Deathlok y Los 4 Fantásticos. Con los villanos derrotados, Solo desaparece.
Más tarde, Solo luchó contra La Tarántula. Él derrotó a un sindicato del crimen siciliano, y luego unió fuerzas con Spider-Man contra los agentes del Taskmaster y Cráneo Rojo. Una revancha con La Tarántula terminó con cada combatiente creyendo erróneamente que había matado al otro. Solo luego unió fuerzas con la Gata Negra contra la organización terrorista llamada ARES y detuvo su operación de lavado de dinero. Se encontró con su líder Deathstorm, quien reveló que tenía vínculos con el pasado de Solo. Más tarde, Solo unió fuerzas con Nick Fury contra Viper.
Solo una vez ayudó a Spider-Man a enfrentarse a versiones especializadas del Capitán América, Hawkeye y el mismo Spider-Man.
Más tarde, Solo ayuda a docenas de otros héroes a luchar contra un Wolverine aparentemente furioso (estaba siendo influenciado mentalmente). Se enfrenta a Wolverine, al lado de Cardiaco. Solo es rápidamente derrotado, sufriendo profundas laceraciones en el proceso. Cardiaco se ve sometido por la caída de la mampostería.
Solo es contratado por G. W. Bridge para unirse al nuevo Six Pack junto a Hammer, Dominó, Anaconda y Constrictor en su misión de acabar con Cable. Al igual que Bridge y Hammer, Solo se captura y se coloca en animación suspendida. Finalmente él es liberado.
Durante la historia de la "Guerra Civil", Solo se pone del lado de otros héroes que se oponen al registro, incluidos Battlestar y Typeface. Mientras esperan hacer contacto con la resistencia liderada por el Capitán América, Solo y los demás son arrestados por Iron Man, Ms. Marvel, Hombre Maravilla y agentes de S.H.I.E.L.D..
Solo ha sido identificado como uno de los 142 superhéroes registrados. Solo fue contratado junto con Clay, como guardaespaldas para proteger a Wally y Molly, gemelos alegres que cantan canciones de odio anti-mutantes. Ellos encadenaron a M, ataron a Siryn y le taparon la boca con cinta adhesiva, y encerraron a ambas mujeres en un búnker del desierto después de que intentaron rodear a dos niños para hacer cumplir los derechos de visita otorgados por la corte de abuelos de los niños.
Durante la historia de "Dark Reign", Solo fue contratado por un hombre reveló más tarde a ser el padre de Bullseye para capturar a Bullseye. Bullseye arrojó un fragmento de vidrio en el ojo izquierdo de Solo, pero Solo sobrevivió y logró capturar a Bullseye después de aplicarle una pistola eléctrica. Los asesinos que persiguen a Elektra intentan contratar a Solo para que los ayude, pero fracasan.
Tras la elipsis de ocho meses después de la historia de "Secret Wars", Solo es visto como parte del nuevo Mercs por Dinero de Deadpool. Intenta robar una unidad clasificada en Seúl y termina en una pelea con la heroína coreana Zorro Blanco. Solo tiene un interés específico en la moralidad de Deadpool, como cuando lo insta a destruir un robot cuyo conocimiento del futuro amenaza vidas inocentes.
Durante el evento "Iron Man 2020", Solo aparece como miembro de Force Works. Durante una redada en un escondite de robots, uno de los robots se autodestruye cuando es acorralado por Máquina de Guerra y Guantelete. Maria Hill mencionó a Máquina de Guerra que Solo renunció porque sintió que Máquina de Guerra no era material para un compañero de equipo.

## Poderes y habilidades
Solo tiene habilidades de teletransportación algo limitadas, lo que le permite "saltar" de un lugar a otro en distancias cortas. Parece haber un límite en la distancia y la cantidad de tiempo entre los teletransportes de Solo. Tiene un intelecto dotado y es un maestro en muchas formas de combate cuerpo a cuerpo. Es muy hábil en el uso de armas convencionales y de fuego y es un tirador experto.
Solo usa Kevlar acolchado a prueba de balas con bolsas para guardar armas y municiones. Lleva un arsenal de armamento convencional portátil, que incluye metralletas, rifles automáticos, pistolas automáticas, granadas de mano, cuchillos de combate, etc., y se sabe que usa garras de escalada ninja.